# Ahmad ben al-Qassim Kannun
Abu-l-Ayx Ahmad ibn al-Qassim Gannun fue un emir idrisí del Magreb. Era hijo de Gannum ibn Muhammad ibn al-Kasim, al que sucedió cuando murió en el 948-949. Gobernó hasta su merte en in 954. Hizo leer la jutba en nombre del califa omeya de Córdoba; su padre, por el contrario, había sido vasallo del califa fatimí, pero es posible que ya hacia el 945 hubiera hecho leer la jutba en nombre del califa omeya ante las dificultades del fatimí por la revuelta nekkarita.
En el 952, intentó construir una ciudad en las cercanías de Tetuán que, por su proximidad con Ceuta, resultaba una amenaza para los omeyas, que se opusieron. La tensión aumentó entre los dos Estados y el emir desconoció al califa omeya, pero fue rápidamente derrotado por este y el califa cordobés le exigió entonces la cesión de Tánger, a la que se negó. Fuerzas cordobesas se presentaron ante esta ciudad donde el emir quedó asediado. El reino idrisí fue ocupado por los omeyas. Abu l-Aysh se refugió en la región de al-Basra y Arcila, que conservaba. Acabó por abdicar y entregar el poder a su hermano Al-Hassan ibn al-Qassim Gannun (955) antes de marchar al al-Ándalus a participar en la guerra santa. No consta la fecha de su muerte.